# Ventosa del Río Almar
Ventosa del Río Almar ist ein westspanischer Ort und eine Gemeinde (municipio) mit nur noch 99 Einwohnern (Stand: 2024) im Osten der Provinz Salamanca in der Region Kastilien und León.

## Lage und Klima
Der ca. 855 m hoch gelegene Ort Ventosa del Río Almar liegt am Río Almar – ca. 25 km vor dessen Einmündung in den Río Tormes – im Süden der altkastilischen Hochebene (meseta). Die Großstadt Salamanca ist ca. 31 km in westlicher Richtung entfernt. Das Klima im Winter ist durchaus kühl; die geringen Niederschlagsmengen (ca. 410 mm/Jahr) fallen – mit Ausnahme der nahezu regenlosen Sommermonate – verteilt übers ganze Jahr.

## Bevölkerungsentwicklung
| Jahr      | 1857 | 1900 | 1950 | 2000 | 2019 |
| Einwohner | 407  | 465  | 535  | 147  | 106  |

Der deutliche Bevölkerungsrückgang ist im Wesentlichen auf die Mechanisierung der Landwirtschaft und die Aufgabe bäuerlicher Kleinbetriebe zurückzuführen (Landflucht).

## Wirtschaft
Das wirtschaftliche Leben der Landgemeinde war jahrhundertelang in hohem Maße agrarisch geprägt – früher wurde im Umland Getreide zur Selbstversorgung ausgesät; Gemüse stammte aus den Hausgärten und auch Viehzucht wurde betrieben. Auch heute noch spielt die Landwirtschaft die dominierende Rolle im Wirtschaftsleben der Gemeinde.

## Geschichte
Prähistorische, römische, westgotische und selbst maurische Funde fehlen. Nach der Schlacht von Simancas (939) konnten die Mauren in diesem Teil der Iberischen Halbinsel bis zum Fluss Tormes zurückgedrängt werden. König Ramiro II. von León († 951) begann mit der Neu- und Wiederbesiedlung (repoblación) der eroberten Gebiete; König Alfons IX. von León († 1230) setzte sie im 13. Jahrhundert fort. Im 18. Jahrhundert gehörte die Gemeinde zur Grundherrschaft (señorio) der Herzöge von Alba; im Jahr 1833 wurden alle Grundherrschaften in Spanien aufgelöst.

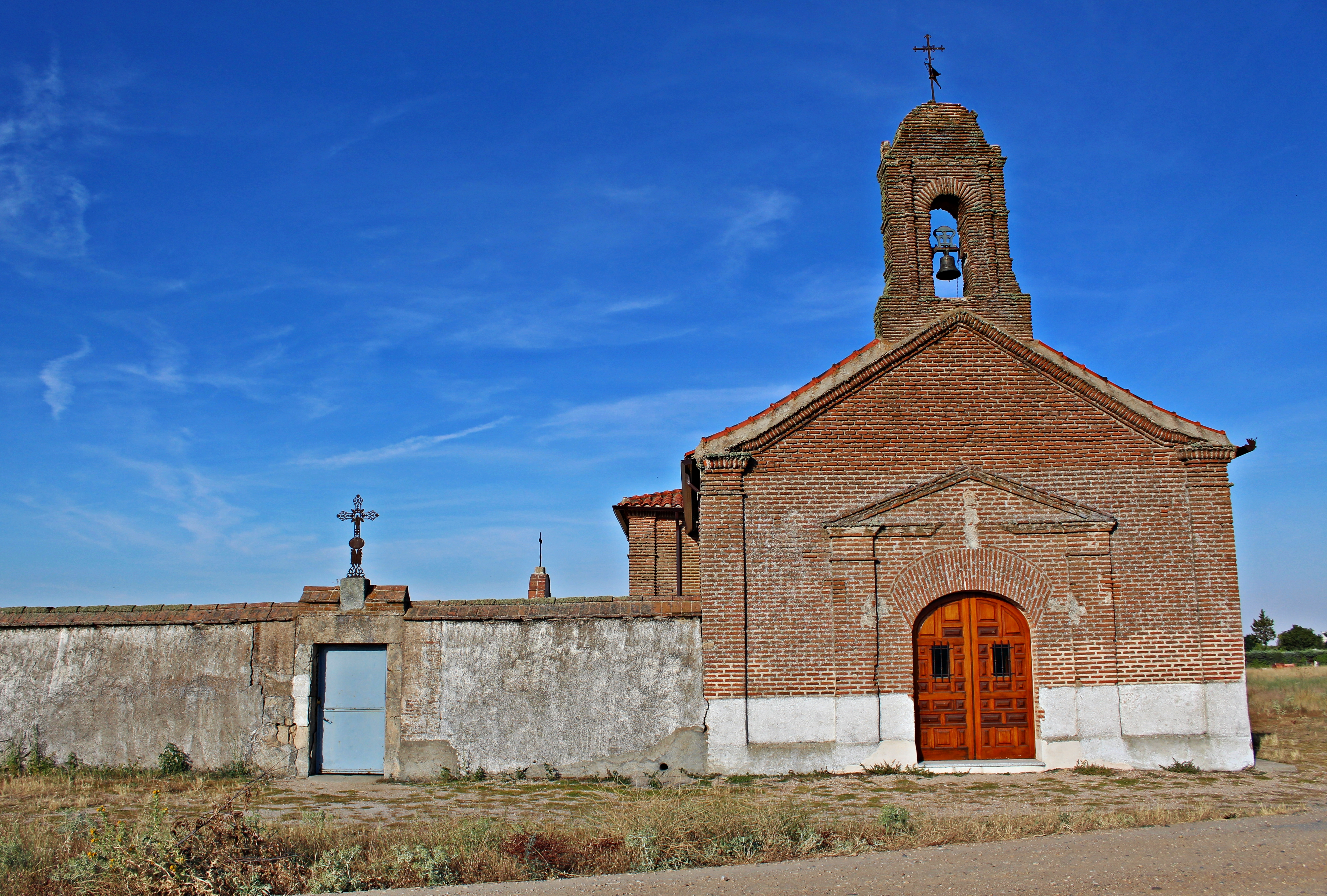
Ventosa del Río Almar – Ermita del Cristo de la Calzada

## Sehenswürdigkeiten
- Die einschiffige Iglesia de Nuestra Señora de la Asunción zeigt sowohl Teile aus Naturstein als auch Elemente des Mudéjar-Stils.    Ganz besonders hervorstechend ist der im 18. Jahrhundert vollständig aus Ziegelsteinen gemauerte barocke Glockenturm (campanario) mit aufsitzender Laterne. Das Eingangsportal befindet sich auf der Nordseite. Zur Ausstattung der Kirche gehört ein ländlicher Barockaltar mit zahlreichen Heiligenfiguren und Reliquienbehältnissen.[4]
- Die etwa 200 m nördlich des Ortes beim Friedhof (cementerio) stehende Ermita del Cristo de la Calzada ist ein einschiffiger Bau im Mudéjar-Stil.[5]